# 道南バス東町ターミナル

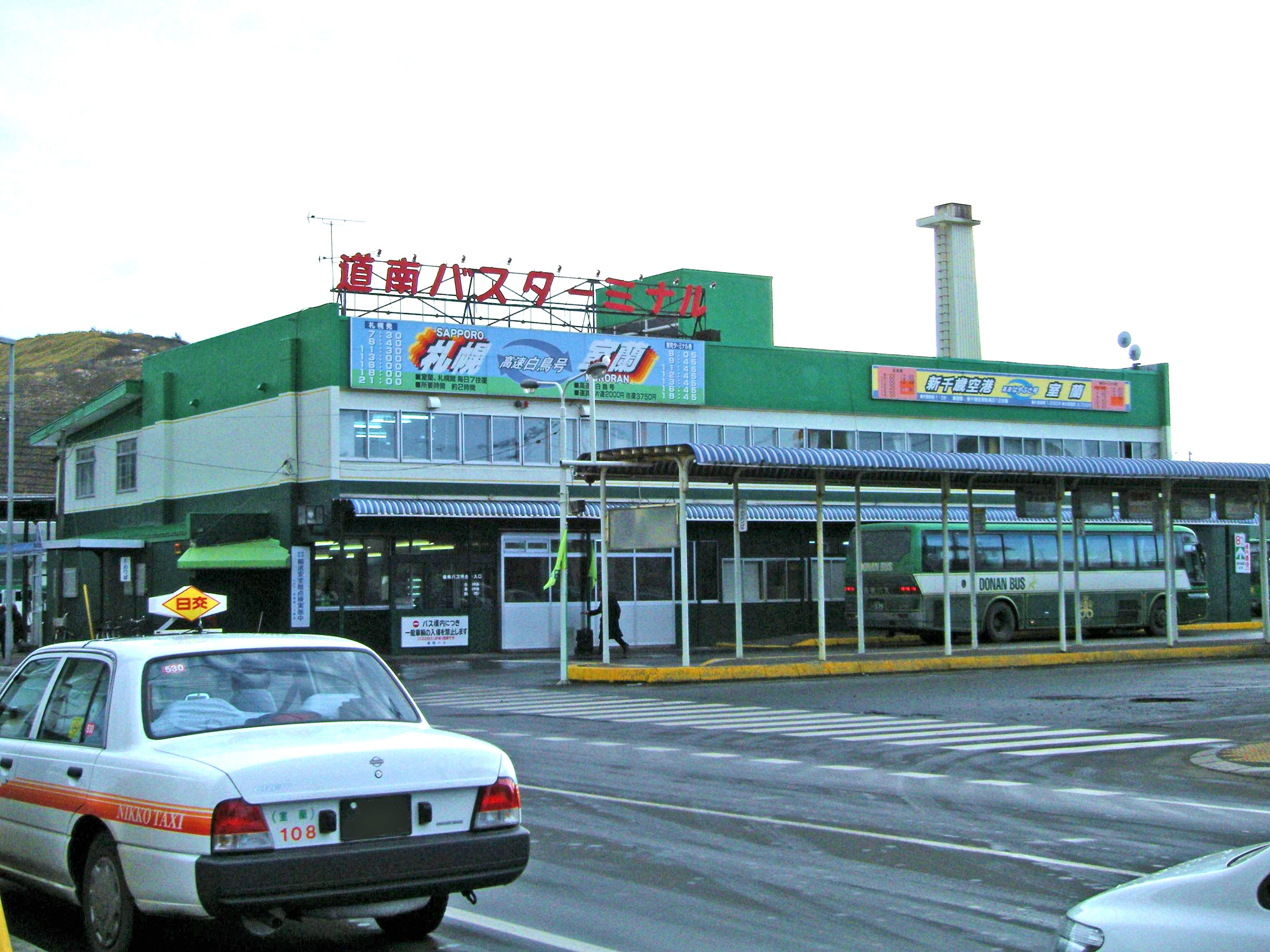
東町ターミナル（2008年12月）

東町ターミナル（ひがしまちターミナル）は、道南バスが室蘭市に設置しているバスターミナル。道南バス本社および室蘭東営業所を併設している。

## 概要
東室蘭地区の東側に設置されている。鉄道同様に運行系統上の分岐点となっており、一般路線と都市間バスが発着する。施設内には待合室と案内所が設置されている。
かつては売店もあったが、2021年9月30日に閉店した。

## のりば
2023年10月1日現在
のりば1・2
- 中央町
- 室蘭港
- 地球岬団地
- みたら・水族館前

のりば3・4
- 工大
- ろう学校前
- 東室蘭駅東口
- 幌別駅西口
- 若山営業所
- 登別市民プール前
- 資料館前

のりば5
- 室蘭養護学校前
- 柏木町
- 石川町げんき館前
- 鈴かけニュータウン

のりば6
- 高速白鳥号　札幌駅前
- 北海道中央バス　高速むろらん号　札幌駅前
- 高速はやぶさ号　新千歳空港
- 登別温泉（鷲別経由・東室蘭駅西口経由）
- 洞爺湖温泉（有珠経由・壮瞥経由）
- 伊達駅前

## 周辺
- 東室蘭駅
  - 550m程度離れている。一部系統はターミナルと東室蘭駅東口または東室蘭駅西口に停車する。
- 北海道室蘭栄高等学校
- イオン室蘭店